# Mustafa Bin Ibrahim
Mustafa Bin Ibrahim (arab. مصطفى بن ابراھيم; fr. Mostefa Ben Brahim)  – jedna z 52 gmin w prowincji Sidi Bu-l-Abbas, w Algierii, znajdująca się w północno-wschodniej części prowincji, około 25 km na wschód od Sidi Bu-l-Abbas. W 2008 roku gminę zamieszkiwało 9268 osób. Numer statystyczny gminy w Office National des Statistiques d'Algérie to 2206.